# إلمدين كوناكوفيتش
إلمدين "دينو" كوناكوفيتش (من مواليد 3 سبتمبر 1974) هو سياسي بوسني يشغل منصب وزير الخارجية منذ يناير 2023. وهو مؤسس ورئيس حزب الشعب والعدالة، وكان سابقًا عضوًا في مجلس نواب اتحاد البوسنة والهرسك.
وكان كوناكوفيتش أيضًا عضوًا في مجلس شعب اتحاد البوسنة والهرسك من عام 2019 إلى عام 2022. كما شغل منصب رئيس وزراء كانتون سراييفو من عام 2015 إلى عام 2018 أيضًا.

## الحياة المبكرة والتعليم
وُلِد كوناكوفيتش في سراييفو، جمهورية يوغوسلافيا الاشتراكية الاتحادية، البوسنة والهرسك الحالية، عام 1974. تخرج من مدرسة الهندسة الكهربائية الثانوية، وبعد حرب البوسنة، تخرج من كلية الرياضة والتربية البدنية في جامعة سراييفو.

## المسيرة المهنية
خلال حرب البوسنة والهرسك، كان كوناكوفيتش عضوًا في جيش جمهورية البوسنة والهرسك (اللواء الجبلي العاشر واللواء الآلي الخامس عشر  ) ولعب لصالح نادي بوسنا رويال لكرة السلة الشهير في سراييفو، البوسنة. واصل مسيرته الكروية في أواخر التسعينيات في سلوفينيا والمجر ورومانيا. أصبح كوناكوفيتش مديرًا للمنتخب الوطني لكرة السلة في البوسنة والهرسك عام 2002 ، ومن عام 2003 إلى عام 2007 شغل منصب مدير نادي كيه كيه بوسنا.

## المسيرة السياسية
في عام ،004 انضم كوناكوفيتش إلى حزب العمل الديمقراطي (SDA) وانتُخب عضوًا في المجلس المحلي لبلدية سنتار في سراييفو. وفي انتخابات البلدية عام 2008، ترشح لمنصب عمدة سنتار، لكنه لم يُفلح. بعد الانتخابات العامة عام 2010، انضم إلى الجمعية المحلية لكانتون سراييفو، وأصبح رئيسًا لكتلة نواب حزب العمل الديمقراطي.
في 23 مارس 2015، عُيّن كوناكوفيتش رئيسًا لوزراء كانتون سراييفو. أُقيل من منصبه في مارس 2018، بعد أن قرر مغادرة حزب العمل الديمقراطي. ثم أسس كوناكوفيتش حزبه الخاص " الشعب والعدالة"، وانتُخب رئيسًا لجمعية كانتون سراييفو بعد الانتخابات العامة لعام 2018، واستمر في منصبه حتى يناير 2020. وفي الوقت نفسه، عُيّن في مجلس الشعب الاتحادي في يوليو 2019.

## وزيرًا للخارجية
تم تعيين كوناكوفيتش وزيرًا جديدًا للخارجية في 25 يناير 2023 أثناء تشكيل مجلس الوزراء الجديد برئاسة بوريانا كريشتو.